# Gemeindeverwaltungsverband Bönnigheim
Der Gemeindeverwaltungsverband Bönnigheim ist ein Gemeindeverwaltungsverband im Landkreis Ludwigsburg in Baden-Württemberg. Er umfasst die Stadt Bönnigheim sowie die Gemeinden Erligheim und Kirchheim am Neckar.

## Geschichte
Der Gemeindeverwaltungsverband Bönnigheim entstand am 1. Januar 1975; am 1. April 1975 hat er die Arbeit für seine Mitgliedsgemeinden aufgenommen. In der Folge nahmen die Mitgliedsgemeinden das Verbandsbauamt stark in Anspruch. Neben dem Leiter des Verbandsbauamts waren ab dem 1. Januar 1977 ein Ingenieur und ab dem 1. Januar 1978 ein Vermessungstechniker angestellt. 
Der erste vom Gemeindeverwaltungsverband für die Mitgliedsgemeinden gemeinsam aufgestellte Flächennutzungsplan wurde vom Regierungspräsidium Stuttgart im August 1978 genehmigt. Die Beschäftigten des Verbands wurden am 1. Juli 1989 von der Stadt Bönnigheim übernommen. Das gesamte Personal wird von der Stadt Bönnigheim dem Verband im Wege der Verwaltungsleihe wieder zur Verfügung gestellt.

## Aufgaben
Der Verband übernimmt für seine Mitgliedsgemeinden verschiedene kommunale Aufgaben, insbesondere:
- Flächennutzungsplanung
- Unterstützung bei der Bauleitplanung
- Durchführung gemeinsamer Umwelt- und Naturschutzmaßnahmen
- Planung, Bauleitung und örtliche Bauaufsicht bei Vorhaben des Hoch- und Tiefbaus

Zudem fungiert der Verband als zentrale Anlaufstelle für bestimmte Verwaltungsdienstleistungen.

## Mitgliedskommunen
Der Verband besteht aus folgenden Kommunen:
- Bönnigheim (ca. 2.014 ha)
- Kirchheim am Neckar (ca. 853 ha)
- Erligheim (ca. 610 ha)

## Projekte

### Biotopverbundplanung
Der Gemeindeverwaltungsverband hat zusammen mit dem Landschaftserhaltungsverband Ludwigsburg eine Biotopverbundplanung erarbeitet. Ziel ist die Vernetzung ökologisch wertvoller Flächen im Verbandsgebiet zur Förderung der Biodiversität.

### Gewerbeentwicklung
Im Rahmen der regionalen Entwicklungsstrategie plant der Verband die Erweiterung des Gewerbegebiets „Lauffener Feld IV“ in Bönnigheim.

## Leitung
Vorsitzender des Gemeindeverwaltungsverbands ist der Bürgermeister von Bönnigheim, Albrecht Dautel. Sein Stellvertreter ist Rainer Schäuffele, Bürgermeister von Erligheim.

## Verwaltungssitz
Der Verwaltungssitz befindet sich im Rathaus Bönnigheim.